# YNY Sebi
YNY Sebi, pseudonimo di Sebastian Căpățînă (30 luglio 2004), è un rapper rumeno.

## Biografia
YNY Sebi è salito alla ribalta col singolo Lux, primo ingresso del rapper nella Romania Songs di Billboard. Cum se mișcă, tratta dal disco Bulibasha di Rava, è stata la sua prima top five, mentre Tarabanele ha segnato la prima numero uno dell'artista nella hit parade rumena di Billboard. Ha poi fatto uscire il primo album in studio Most Wanted, premiato con il Romanian Music Award al miglior album; l'LP contiene anche l'estratto Defectul meu, fermatosi al 2º posto in classifica. Ha ricevuto anche un Artist Award alla rivelazione digitale dell'anno.
Ole (2023), in collaborazione con Bvcovia e Snoop Dogg, è divenuto il quarto singolo del rapper a raggiungere il podio della Romania Songs.

## Discografia

### Album in studio
- 2022 – Most Wanted

### Singoli
- 2019 – Top
- 2020 – Up Next
- 2020 – Superstar (feat. Alberto Grasu & Petre Ștefan)
- 2020 – Superstar (feat. Alberto Grasu)
- 2020 – Cerculete (feat. Lemon)
- 2020 – Bandyts (feat. Mandra)
- 2020 – Stil arabesc
- 2020 – Sute de grade (feat. Fredy & Sanglide)
- 2020 – Tunate
- 2021 – Enzo Ferrari (con Petre Ștefan)
- 2021 – Cum o fac (feat. MGK666)
- 2021 – Frati pe bune
- 2021 – Binecuvantat
- 2021 – Hadad (con Petre Ștefan)
- 2021 – Cod rosu
- 2021 – Cef 2 (feat. Niku x Aron)
- 2021 – Abu Dhabi
- 2021 – Tabara (feat. Petre Ștefan, Aron & Niku)
- 2022 – Regele
- 2022 – Lux (con Petre Ștefan)
- 2022 – Mesajul tau, drogul meu (con Polly)
- 2022 – Inima de bagabont
- 2022 – Tarabanele (con Bogdan DLP)
- 2022 – Cola (con Bogdan DLP)
- 2022 – Defectul meu
- 2022 – Iubit de dumnezeu (con Florin Salam e MGK666 feat. Leo de la Kuweit & Petre Stefan)
- 2022 – Stare de soc (con Ian ed El Nino)
- 2022 – Habibi (con Gheboasă)
- 2022 – Lasa de la tine
- 2022 – Regele tarabanelor (con Bogdan DLP)
- 2023 – In mare fel
- 2023 – In capul meu
- 2023 – Fratele e frate (feat. Narcis)
- 2023 – Slippery (con Tussin)
- 2023 – Dragoste de cartier (Abu Dhabi 2)
- 2023 – Vulgar (con Alex Velea)
- 2023 – Ole (con Bvcovia feat. Snoop Dogg)
- 2023 – Okay (con Petre Ștefan e Bvcovia feat. Marko Glass & Scuze!)
- 2023 – Tokyo Life
- 2024 – Tripla (con Ian)
- 2024 – Nu mai plang (Intro)
- 2024 – OK fato
- 2024 – Enzo Ferrari 3 (con Petre Ștefan)
- 2024 – Stop la bani (con Petre Ștefan e Renvto)
- 2024 – Atmosfera primavera (con Renvto)
- 2024 – Panica balkanica (con Burak)
- 2024 – Lamborghini (con Bogdan DLP)
- 2024 – Rap, trap și manele
- 2024 – La București (con Juno)
- 2024 – TLS (con Loredana)
- 2025 – Fum toată seara
- 2025 – Vrăjeală și parfum (con Sami G)